# Coleophora areniphila
Coleophora areniphila é uma espécie de mariposa do gênero Coleophora pertencente à família Coleophoridae.